# Новогвинејски пас певач
Новогвинејски пас певач или пас из Нове Гвинеје, познат је и као новогвинејски динго, а од аустралијског далеко познатијег рођака разликује га певачки таленат. 

## Историја
Новогвинејски динго или Новогвинејски пас певач је тип аустралијских канида, за кога се претпостављало да потиче од иранског вука. Новогвинејски пас певач 50 година се сматрао изумрлом врстом, али се догодило изненађење, када су га истраживачи приметили у забаченој дивљини Папуе у Индонезији. Експерти су још 2016. године веровали да су на истом месту пронашли припаднике ове врсте, међутим радило се о веома сличним јединкама. ДНК анализа је показала да су у већој мери слични домаћим псима, тако да постоје претпоставке да воде порекло од мале групе припитомљених паса. Динго се најчешће описује као аустралијски дивљи пас,али не живи само у Аустралији, нити потиче из ње. Савремени динго се налази у целој Југоисточној Азији, углавном у малим деловима преосталих природних шума, а и на већем делу копна Аустралије посебно на северу. Аустралијски зоолог Тим Фланери приметио је да су ови пси живели са локалним племенским народима у планинама.  Године 2016. преглед литературе није пронашао дефинитивне доказе да су најранији могући пси, у заточеничкој популацији паса Нове Гвинеје били дивље животиње. Узастопне генерације штенаца су одгајане као припадници сеоске популације, тако да су били домаћи пси.

## Опис
Аустралијски зоолог Тим Фланери описује ,,новогвинејског дивљег пса" као сличног дингу, само што је мањи. Већина ових паса је припитомљено. Ови пси не лају, а њихово хорско завијање ствара изванредан звук, што је довело до њиховог алтернативног назива ,,новогвинејски пас певач", (New Guinea singing dog). У поређењу са другим облицима пса, новогвинејски пас певач је описан као релативно кратких ногу и широке главе. Ови пси могу да окрећу предње и задње шапе више од домаћих паса, што им омогућава да се пењу на дрвеће са дебелом кором или гранама, до којих се може доћи са земље.

### Очи
Очи, које су веома рефлектирајуће су троугласте или бадемасте и закошене су нагоре од унутрашњег ка спољашњим угловима, са тамним очним рубовима. Они могу јако лепо да виде у условима слабог осветљења.

#### Уши
Ови пси имају усправне, шиљате, крзном обложене уши. Као и код других дивљих паса, уши се навијају или леже напред, за шта се сумња да је важна карактеристика преживљавања. Уши се могу ротирати као усмерени пријемник како би ухватили слабе звукове. Њихови репови су грмолики, довољно дуги да досегну скочни зглоб без увијања и имају бели врх.

##### Боја
Штенци се рађају са тамном чоколадно смеђом кором, са златним мрљама и црвенкастим нијансама, која се до старости од шест недеља мења у светло смеђу боју. За одрасле псе, пријављене су смеђе, црне и жуте боје, све са белим тачкама. Бочне стране врата и зонске пруге иза лопатице су златне. Црна и веома тамна заштитна длака је углавном благо рапоређена преко длаке кичме, концентришући се на задњи део ушију и површину репа преко белог врха. Њушка код младих паса је увек црна. Генерално, све боје имају беле ознаке испод браде, на шапама и на репу. До 7 година, црна њушка почиње да постаје сива. 

## Понашање
Током запажених истраживања , испитани пси су генерално показали нижи праг понашања, у односу на друге домаће псе. Имке Вот је открио ово понашање током испитивања 1980-их. Забележено је неколико понашања. 

### Бацање  главе
Ово понашање, које показује сваки посматрани пас је подстицање пажње на храну. Изражене у различитим степенима зависности од нивоа узбуђења. У потпуном изразу, глава је забачена на једну страну, нос је ротиран кроз лук од 90 степени до средње линије, а затим се брзо враћа у почетни положај. Најблажи израз је лагано померање главе у страну и назад.  

## Вокализација
Новогвинејски пси певачи су названи по свом карактеристичном и мелодичном завијању, које карактерише нагло повећање тона на почетку и веома високе фреквенције на крају. Завијање ових паса може се јасно разликовати од завијања аустралијских динга и значајно се разликује од завијања сивих вукова и којота. Појединачно завијање траје у просеку три секунде, али може трајати и до пет секунди. На почетку, фреквенција расте и стабилизује се до краја завијања, али обично показује нагле промене у фреквенцији. Новогвинејски пси певачи понекада завијају заједно, што се обично назива завијањем хора. Током завијања хора, један пас почиње, а други се придружују убрзо након тога. 

## Однос са људима
Према извештајима из касних 1950-их и средине 1970-их, дивљи пси за које се веровало да су новогвинејски пси који певају, били су стидљиви и избегавали су контакт са људима. Средином 1970-те објављено је да су Калами у висоравни Папуе хватали младе новогвинејске псе који певају и узгајали су их за помоћ у лову. Племе Еипо држало је и узгајало псе, као другове за игру својој деци. Налази паса на археолошким налазиштима Нове Гвинеје су ретки, углавном се састоје од зуба и трофејних лобања. 
Студија објављена 2021. године анкетирала је да постоје власници ових паса који живе у Северној Америци и чувају их као кућне животиње. Студија је показала да се новогвинејски пси певачи понашају као друге древне домаће расе паса и да су мање агресивне од многих раса укључених у студију. Такође је утврђено да су слични псима Басенџија и Кананског пса. Власници су известили да је поседовање пса који пева, слично поседовању Аките. 